# Vertigine (raccolta)
Vertigine (Histoires de vertige) è una raccolta di racconti di Julien Green. L'opera è stata pubblicata nel 1984 e nel 1997 (Fayard), ma era già presente nell'VIII volume dell'edizione delle opere complete, nella collana Bibliothèque de la Pléiade (1972)
Tradotto in inglese, tedesco, spagnolo, in Italia il libro è uscito nel 2017, a cura di Giuseppe Girimonti Greco e Ezio Sinigaglia, e nella traduzione di Lorenza Di Lella, Giuseppe Girimonti Greco, Francesca Scala, Ezio Sinigaglia, Filippo Tuena.

## Elenco dei racconti
- L’apprendista psichiatra - Aprile 1920, Università della Virginia
- La lezione - Maggio 1930
- Camere in affitto - 29 settembre 1936
- Il dormiente - 30 luglio 1932
- La paura - Giugno 1930
- Il sogno dell’assassino - 10 marzo 1923
- Diario di un incompreso - 4 dicembre 1922
- Fabien - 22 settembre 1944
- Il duello - Maggio 1924
- Ritratto di donna - 9 febbraio 1951
- Le scale - 1 ottobre 1926
- Una vita qualunque - Maggio 1952
- La bambina - 26 aprile 1932
- La ribelle - 1º gennaio 1926
- Amori e vita di una donna - 10 aprile 1926
- Il setaccio - 1921
- L’inferno - Maggio 1922
- La grande opera di Michel Hogier - 15 maggio 1923
- La bella provinciale - 29 settembre 1944
- La risposta - 6 dicembre 1956

## Tematiche
I racconti sono generalmente ambientati nel presente e solo una minoranza è arretrata nel tempo (La lezione e Il setaccio, nel XVII secolo, L'inferno e Diario di un incompreso nel XIX secolo).
Ogni racconto ha una tematica specifica e dominante; tutti però presentano personaggi in preda a forme passionali tratteggiate come fossero eterne. I contenuti possono essere molto violenti, oppure improntati alla noia e all'impazienza:
- Omicidio - L'apprendista psichiatra, La lezione, Il duello, Il setaccio, L'inferno;
- Suicidio - Il sogno dell'assassino;
- Sadismo - L'apprendista psichiatra, La lezione, Camere in affitto; Il dormiente, La bambina;
- Terrore - Le scale, La paura, Fabien;
- Noia e ambiguità di rapporti - Ritratto di donna, Una vita qualunque, Amori e vita di una donna, La bella provinciale, La risposta;
- Fine traumatica dell'infanzia - Fabien, La ribelle, La grande opera di Michel Hogier;